# Hillsview
Hillsview è una città della contea di McPherson, Dakota del Sud, Stati Uniti. La popolazione era di 3 abitanti al censimento del 2010. Hillsview è il comune meno popolato del Dakota del Sud.
La città fu chiamata così per via della sua altitudine elevata.

## Geografia fisica
Secondo lo United States Census Bureau, ha un'area totale di 0,65 mi² (1,68 km²).

## Società

### Evoluzione demografica
Secondo il censimento del 2010, la popolazione era di 3 abitanti.

### Etnie e minoranze straniere
Secondo il censimento del 2010, la composizione etnica della città era formata dal 100,0% di bianchi, lo 0,0% di afroamericani, lo 0,0% di nativi americani, lo 0,0% di asiatici, lo 0,0% di oceanici, lo 0,0% di altre razze, e lo 0,0% di due o più etnie. Ispanici o latinos di qualunque razza erano lo 0,0% della popolazione.